# 獵魔士角色列表
《獵魔士》（英語：The Witcher）是一部美國和波蘭合拍的奇幻網路影集，改編自波蘭作家安傑·薩普科夫斯基的同名系列小說。以虛構中世紀風格被稱為“大陸”的世界為背景，《獵魔士》探索了利維亞的傑洛特和奇莉公主的傳說，他們因命運而相連。本劇由勞倫·施密特·赫斯里希所開創，亨利·卡維爾、芙蕾雅·艾倫和安雅·夏隆查主演。第一季於2019年12月20日在Netflix上首播，改編自《最後的願望》和《命運之劍》，為主要獵魔士系列故事之前的短篇小說集。以下是該系列小說中的著名人物列表。

## 主要角色

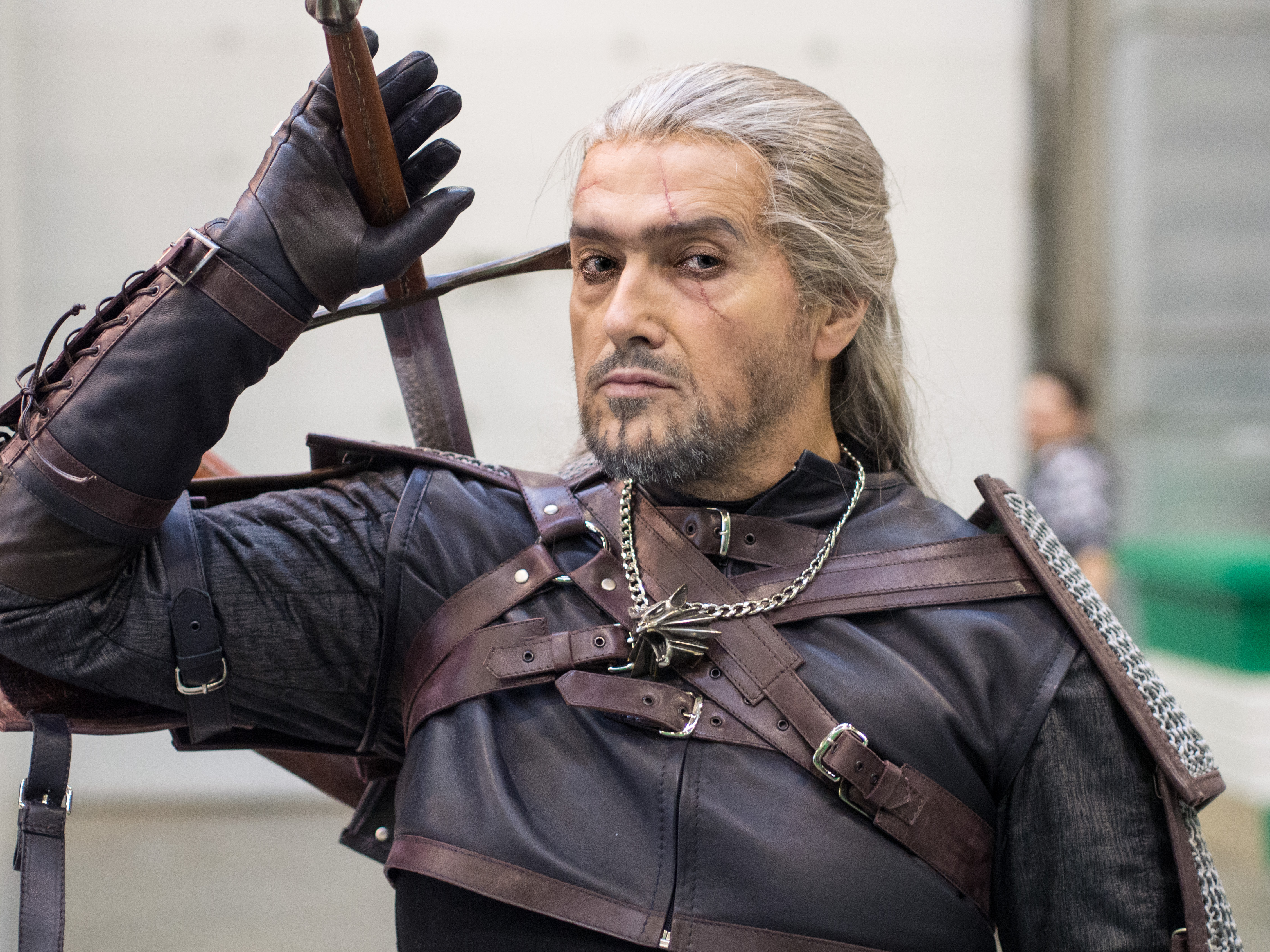
傑洛特的角色扮演

### 利維亞的傑洛特
利維亞的傑洛特（波蘭語：Geralt z Rivii）由亨利·卡維爾飾演。又名格温布雷德（上古語：“白狼”）或“布拉維肯的屠夫”，是一名獵魔士和《獵魔士》系列及其改編的主角。他被描述為體現1990年代波蘭流行文化“新自由主義反政治”精神的角色。
他因命運而與奇莉聯繫在一起，這是該系列小說的中心情節。

### 琴特拉的奇莉

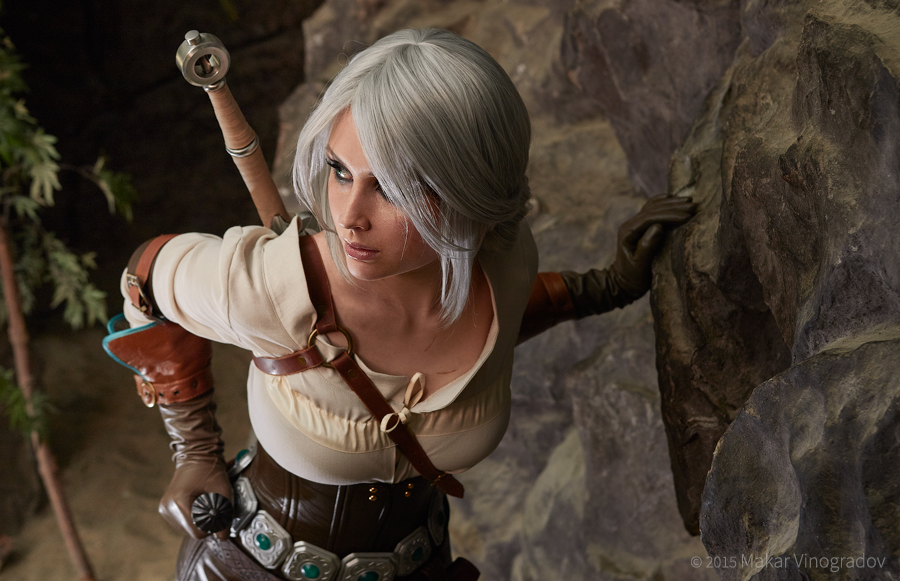
奇莉的角色扮演

奇莉拉·費歐娜·愛蓮·黎安弄（Cirilla Fiona Elen Riannon）由芙蕾雅·艾倫飾演，也被稱為奇莉，時空女神和琴特拉公主。她是獵魔士系列的主要人物之一，大部分情節都圍繞著她展開。她是琴特拉的幼獅，芭維塔和多尼（也被稱為艾蘭瓦德的刺蝟）的女兒，也是卡蘭特女王的孫女和琴特拉的王位繼承人。她也是傑洛特的宿命和養女。奇莉是拉拉·多倫的後裔，“上古之血”的繼承者，這使她能夠獲得穿越時空的力量。
奇莉在卡爾·默罕時在傑洛特、可恩、維瑟米爾、蘭伯特、艾斯科和特瑞絲的注視下接受了訓練，並成為了劍術天才。後來，她在艾蘭德與葉妮芙一起生活時接受了女巫師的訓練。塔奈島政變後，奇莉與傑洛特分離，創造了一個不穩定的傳送門，穿過它發現自己身處渴什拉沙漠。在沙漠中度過一段時間後，她加入了一個名為耗子幫的幫派，但隨後被一位名叫雷歐·邦哈特的賞金獵人抓住，被迫在競技場上戰鬥。她後來逃脫並逃到了艾恩·艾爾的世界。在她與 艾恩·艾爾在一起期間，她將被迫與國王生育，儘管她能夠避免這種情況。後來她逃離了那個世界，穿越時空後與傑洛特和葉兒重逢。在他們英年早逝之前，她和他們一起旅行了幾個月。她的劍名為奇來亞（Zireael），是一把擁有200年歷史的古威希爾劍（gwyhyr），一種非常昂貴且珍貴的劍，被認為是世界上最好的劍，由提透哈山的侏儒鍛造。它是法諾鎮的軍械師兼劍匠埃斯特哈齊（Esterhazy）送給她的禮物。
在書的結尾，傑洛特和葉妮芙死後，奇莉發現自己身處卡美洛的世界，在那裡她遇到了亞瑟王的騎士之一年輕的加拉哈德。

### 凡格爾堡的葉妮芙

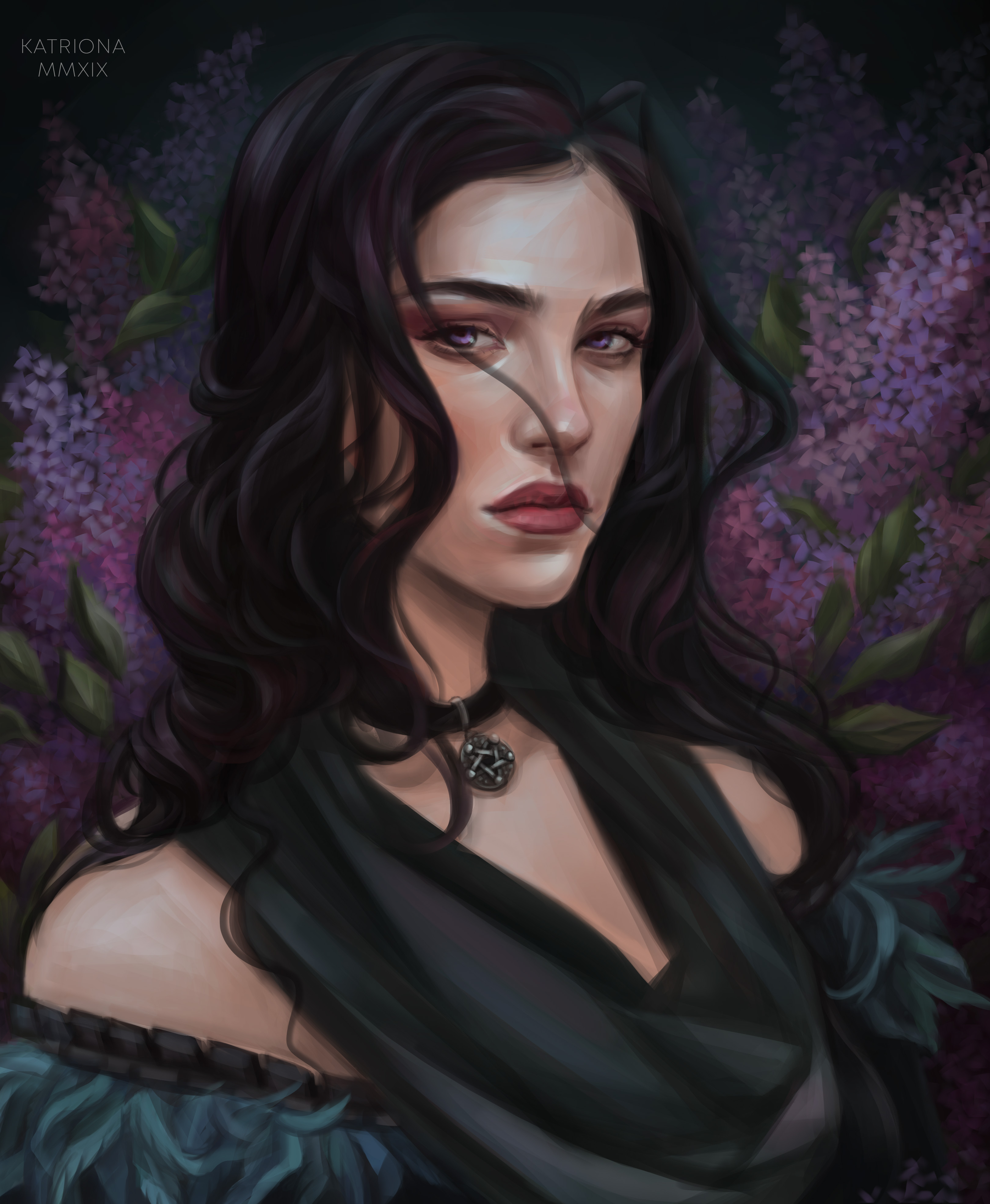
葉妮芙

凡格爾堡的女巫葉妮芙（暱稱葉兒或葉妮）（波蘭語：Yennefer z Vengerbergu）由安雅·夏隆查飾演。她首次出現在短篇小說集《最後的願望》中，在《最後的願望》短篇小說和《理智的聲音》戲中戲中都有出現。她繼續出現在許多其他獵魔士故事中，並且是《獵魔士》系列的主要人物之一。
葉妮芙被描述為佔有欲強。她成為傑洛特的情人之一，儘管他們的關係艱難且充滿戲劇性。傑洛特和葉妮芙都是不育的，這為兩人的結合增添了另一層悲劇。葉妮芙很難接受這個事實，並嘗試了各種方法來恢復她的生育能力。葉妮芙最終成為奇莉的母親，同時在艾蘭德教她並照顧她。
葉妮芙出生於1173年的五朔節。她住在亞丁的首都凡格爾堡。她是大陸上最強大的巫師之一，僅被少數人超越。她是巫師同袍會最年輕的成員，後來成為女巫師集會所的成員。在索登山之戰中，她被尼夫加爾德女巫師芙琳吉拉·薇歌弄瞎了眼。但她的視力神奇地恢復了。
葉妮芙以她的美貌而聞名，儘管在《雨燕之塔》的事件中，她已經94歲了。她總是穿著黑白相間的衣服。她使用丁香和醋栗香水。她有紫色的眼睛和烏黑的頭髮。在成為女巫師之前，她是一個駝背者，但在學徒期間，她的畸形被緹莎亞·德·芙利斯修復了，儘管傑洛特能夠看到讓他弄清楚真相的微妙線索。
在書的結尾，葉妮芙在失去所有能量後，在試圖治愈傑洛特的過程中最終死去。

## 次要角色

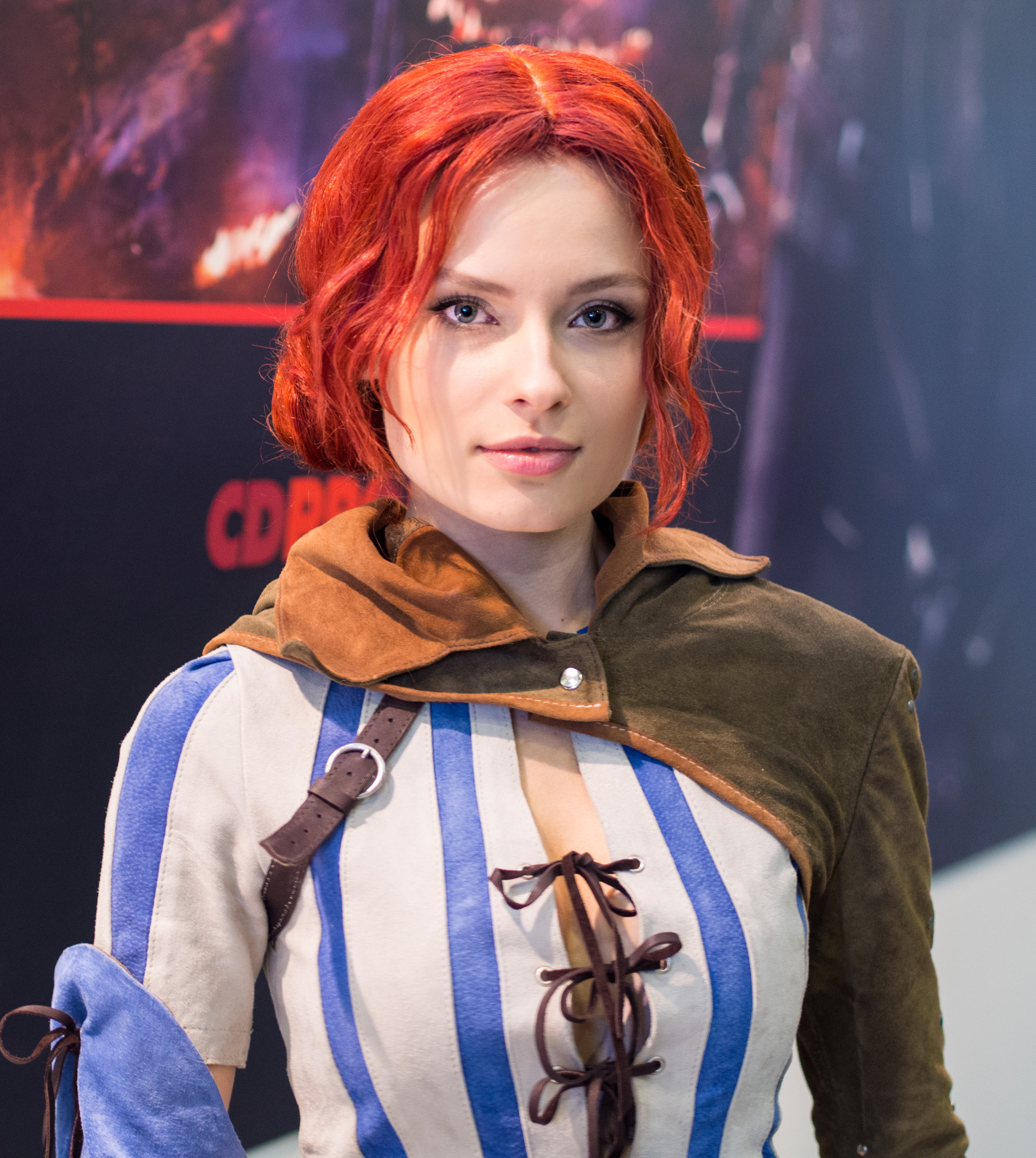
特瑞絲的角色扮演

### 特瑞絲·梅莉戈德
馬利堡的特瑞絲·梅莉戈德（Triss Merigold of Maribor）由安娜·沙佛飾演。她是特馬利亞的宮廷法師，也是佛特斯特國王的顧問。她照顧了奇莉一段時間，對她來說就像一個姐姐。她是女巫師集會所的成員。特瑞絲愛上了傑洛特。
2011年5月，《巫師2：國王刺客》中特瑞絲·梅莉戈德的形像作為封面女郎出現在波蘭版的花花公子中。她還出現在俄羅斯遊戲的真人模特兒日曆中。

### 丹德里恩（亞斯克爾）
朱利安·阿爾弗雷德·潘克拉茨，萊滕霍夫子爵（Julian Alfred Pankratz, Viscount of Lettenhove），俗稱丹德里恩（波蘭語：Jaskier）由喬伊·巴堤飾演。他是一位詩人、歌唱家、吟遊詩人，也是傑洛特最好的朋友。波蘭語中的亞斯克爾實際上指的是毛茛花。他最著名的一些民謠是關於傑洛特和葉妮芙之間的關係。到主要故事發生時，他已經40多歲了，儘管據說他看起來像30多歲，並且經常被誤認為是小精靈。他在許多短篇小說中陪伴傑洛特，最終在尋找奇莉時加入了傑洛特的尋女小隊，但在襲擊斯奇嘉之前離開了它，並讓傑洛特承諾他會和奇莉一起回到亞斯克爾居住的陶森特。後來他將重新加入傑洛特，並在利維亞目睹了他和葉妮芙的死亡。

### 佛特斯特國王
佛特斯特國王（King Foltest）由肖恩·杜利飾演。他是特馬利亞的國王，與妹妹發生了亂倫事件並生了一個女兒，儘管母子都在分娩時死去。他們被埋葬在家族城堡下方的家族墓穴中。然而，5年後奇幻情節的狀況和魔法詛咒女兒成為了一隻叫做斯奇嘉的不死怪物，殺死了村民並迫使特馬利亞王室放棄了他們的城堡，讓它變成了廢墟。佛特斯特國王禁止任何人摧毀斯奇嘉，並最終聘請傑洛特解除他心愛女兒的詛咒。傑洛特成功了，女孩回到了15歲的生活，但沒有受過教育，必須學會說話和做人。

### 米爾娃
米爾娃·瑪麗亞·巴林格（Milva Maria Barring）是一位才華橫溢的女弓箭手，她是少數在布洛奇隆被容忍的非樹妖之一。在第二次戰爭中引導被打敗的松鼠黨突擊隊員的遺體後，她加入了傑洛特尋找奇莉的任務。她後來透露自己懷孕了，並且會在選擇墮胎或保留孩子之間掙扎。最後，她在亞魯加河大橋之戰中受傷後流產。傑洛特尋女小隊在陶森特逗留期間，她與一位男爵建立了關係。她後來在對城塞斯地加的襲擊中為其餘的尋女小隊成員提供掩護火力而喪生。

### 卡希·馬夫·狄福林·阿波·凱羅
卡希·馬夫·狄福林·阿波·凱羅（Cahir Mawr Dyffryn aep Ceallach）由埃蒙·法倫飾演。他是尼夫加爾德軍隊的一名情報官員，後來加入了傑洛特的尋女小隊。卡希來自維可瓦洛，有五個兄弟姐妹，在琴特拉襲擊中救了奇莉後，她最終愛上了奇莉。 然而，卡希本應抓住奇莉並將她帶回恩菲爾身邊，但她逃跑了，他被迫空手回來，導致他被送進監獄。在塔奈島政變期間，他將有另一次機會自我救贖，但最後再次失敗。他後來加入了傑洛特的尋女小隊，因為他想保護和拯救奇莉。由於他是尼夫加爾德人，更確切地說是困擾奇莉夢境中的黑騎士，傑洛特很難相信他，但這種情況後來會改變。為了給奇莉和安古蘭爭取時間，卡希在進攻城塞斯地加期間與雷歐·邦哈特的決鬥中最終喪生。

### 艾墨·雷吉思·洛何雷克·特契高佛
艾墨·雷吉思·洛何雷克·特契高佛（Emiel Regis Rohellec Terzieff-Godefroy）是一名高等吸血鬼，是傑洛特的尋女小隊成員，在本書出版時已經400多歲了。雷吉思在救出傑洛特和丹德里恩後加入了小隊。 然而，由於他是吸血鬼，傑洛特不願意讓他加入。儘管其他成員在這方面顯得更輕鬆。雷吉思經常喜歡告訴別人他們對吸血鬼的了解有多麼錯誤，並且喜歡與小隊的其他成員進行智力對話。與其他吸血鬼不同，雷吉思年輕時不喝血，因為他對血上癮。尋女小隊在陶森特逗留期間，他與魅魔建立了關係。雷吉思對物理損傷和溫度都有很強的抵抗力，即使切成碎片也能再生。對他來說不幸的是，在與維列佛茲的戰鬥中，這對他沒有幫助，維列佛茲用強大的咒語將他融化成一團熱灰。

### 安古蘭
安古蘭（Angoulême）是一個與奇莉相似的金髮女孩。她來自一個富裕的琴特拉家庭，但後來放棄了她的家庭並加入了一個名為夜鶯的幫派。在被抓住並成為調查南夜鶯幫的皇冠證人後，她後來加入了傑洛特的尋女小隊。如果傑洛特要殺死夜鶯幫，傑洛特後來會要求釋放她，因此她最終會加入他的尋女小隊，以換取他為她所做的一切。安古蘭非常喜歡罵人，夢想開一家妓院。安古蘭後來在對城塞斯地加的襲擊中喪生。她在保護奇莉時受傷，因失血過多而死。

### 菲麗帕·艾爾哈特
菲麗帕·艾爾哈特（Philippa Eilhart）由卡茜·克萊爾（Cassie Clare）飾演。她是雷達尼亞的宮廷法師，維吉米爾國王的顧問。在國王被暗殺後留在了雷達尼亞宮廷，這是她自己安排的。菲利帕是一位非常強大的女巫師，也是少數擁有變身能力的女巫之一。她是戴斯特拉的親密盟友，即使她是雙性戀，也會偶爾和他一起睡覺。她是巫師會的成員，是塔奈島政變的領導人和女巫師集會所的創始人。菲麗帕會安排政變，試圖擺脫尼夫加爾德的職業巫師並先發製人；然而，她的計劃適得其反，因為秘密會議最終崩潰，讓北方變得虛弱。菲麗帕和其他集會所（除了葉妮芙）試圖利用奇莉作為政治工具來建立一個由法師管理的國家；然而，最終她的計劃失敗了。在最後一本書中說，菲麗帕最終被女巫獵人折磨和殺害，後來被稱為聖菲麗帕。然而，在遊戲中，她活了下來。

### 戴斯特拉
西吉斯蒙德·戴斯特拉（Sigismund Dijkstra）由葛拉罕·麥克塔維什飾演。他是維吉米爾宮廷的情報專家，認為自己與菲麗帕是親密的朋友，並愛上了她。戴斯特拉後來在塔奈島政變中幫助了菲麗帕，但在傑洛特折斷他的腿後變得殘廢。戴斯特拉被認為是個高個子，看起來不像典型的情報專家。後來他最終成為北方贏得第二次對尼夫加爾德戰爭的關鍵原因之一，因為他設法從科維爾那裡獲得了援助，這使他能夠為北方軍隊獲得僱傭兵和補給，然而，由於他是平民而不是貴族，北方的領導人會看不起他。在小說的結尾，當菲麗帕認為他即將查明維茲米爾的下落時，她試圖殺死戴斯特拉，使他被迫逃離雷達尼亞和北方。

### 維列佛茲
盧格溫的維列佛茲（Vilgefortz of Roggeveen）由馬赫許·賈杜飾演。他是巫師會的成員，也是一位非常強大的巫師。作為巫師世界中最強大的法師之一，他也碰巧是最偉大的戰士之一，並在他在塔奈島的決鬥中擊敗並癱瘓傑洛特時展示了他的技術。維列佛茲並不是一個典型的巫師，因為他直到成年並且已經是一名經驗豐富的傭兵才決定成為一名巫師。也不像大多數巫師年紀大了就凍結了自己的年齡，讓自己看起來很出眾，他恰好看起來像個30多歲的男人，還挺帥的。他也碰巧是巫師的稀有後代之一，因為他們中的大多數都是不育的。在與尼夫加爾德的第一次戰爭中，維列佛茲在索登山之戰中率領巫師，被證明對北方的勝利至關重要。他和他的巫師同伴在北方被認為是英雄，但後來他改變了立場並與恩菲爾合作，試圖接觸奇莉，這樣他就可以從他計劃放入她的孩子那裡獲得“上古之血”。維列佛茲後來在傑洛特手中對城塞斯地加的襲擊中被殺，儘管這不是一件容易的事，因為他重傷了葉妮芙和傑洛特，並且真正地融化了雷吉思。

### 雷歐·邦哈特
雷歐·邦哈特（Leo Bonhart）是書中事件期間大陸上最著名的賞金獵人之一。他幾乎有七英尺高，儘管被描述為生性凶殘，眼睛像魚一樣。雷歐是一個非常危險的劍鬥士，他輕鬆擊敗了松鼠黨，還聲稱殺死了三個巫師並有他們的獎章作為證據，儘管葉妮芙質疑他是真的在劍術決鬥中擊敗了他們，還是透過其他方式殺死了他們。雷歐被史蒂芬·斯凱蘭僱傭去殺死奇莉，儘管他最終抓住了她並強迫其在競技場上戰鬥。奇莉後來逃脫了他，他也沒有成功追擊。他與維列佛茲和史蒂芬·斯凱蘭結盟，後來在攻擊城塞斯地加時殺死了卡希，但他本人後來在與奇莉的決鬥中被殺。

### 艾瑞汀（狂獵之王）
艾瑞汀·布里克·格拉斯（Eredin Breacc Glas），是一位來自艾恩·艾爾族的精靈騎兵長官。會帶領一群可怕的騎士劃過天空，他的騎士被稱為紅色騎士（Red Riders）。他們有另外一個令人聞風喪膽的名字“狂獵”，而率領狂獵的艾瑞汀，即是狂獵之王（King of the Wild Hunt）。在《燕子塔》中，他和阿瓦拉賀將奇莉引誘到塔上，導致她被囚禁在屬於艾恩·艾爾的世界。在那裡，兩人試圖強迫她與艾恩·艾爾精靈之王生一個孩子，以利用她的力量。艾瑞汀殺死了國王，破壞了這個計劃。在得知精靈在艾恩·艾爾世界屠殺了人類之後，奇莉在獨角獸的幫助下設法逃脫。

### 米須維爾
米須維爾（波蘭語：Myszowór，《巫師3：狂獵》中的爾米亞）由亞當·李維飾演。他是來自斯格利加群島的德魯伊，也是傑洛特的好朋友。在艾斯特·圖利瑟阿赫王與卡蘭特女王聯姻後，隨著他一起來到了琴特拉，成為女王的顧問。在琴特拉大屠殺之前，他幫助撫養奇莉。在電視劇中，他在琴特拉大屠殺中被俘虜，後來被卡希雇用的變形怪殺死，對方則偽裝成自己的身分。

### 卡蘭特女王
卡蘭特女王（Queen Calanthe）由喬迪·梅飾演。是琴特拉的女王，又被稱為“獅后”，也是奇莉的祖母。她死於琴特拉大屠殺。

## 相關閱讀
- Katarzyna Kaczor. . Słowo/obraz terytoria. 2006  [28 May 2011]. ISBN 978-83-7453-651-6. （原始内容存档于2021-06-11） （波兰语）.

## 外部連結
- （波蘭語） Anika Radzka, Kinga Kwaterska, Teoretyczne mądrości. PRZESTRZEŃ W FANTASY - TEZY DO DYSKUSJI. WIEDŹMINLAND, CZYLI TŁO DLA BOHATERÓW   （页面存档备份，存于）
- （波蘭語） Two maps of the Wiedźmnland （页面存档备份，存于）
- （捷克語） A map from the Czech translation （页面存档备份，存于）